# Erika Miklósa
Erika Miklósa (Kiskunhalas, 9 giugno 1970) è un soprano ungherese.

## Biografia
Erika Miklósa ha trascorso la sua giovinezza dedicandosi alla specialità atletica dell'eptathlon. A causa di un incidente, tuttavia, è stata costretta a cambiare i suoi progetti. Poiché riusciva bene nel canto decise di seguire quella strada. Inizialmente cantava in riunioni di famiglia, matrimoni e feste private. In una di queste occasioni, quando aveva ancora 16 anni, fu notata da un maestro di canto che quasi subito iniziò ad istruirla. Dopo un po' Erika cominciò a studiare musica presso il Conservatorio di Musica Ferenc Liszt di Seghedino come pure a Milano e New York. Divenne solista al Teatro dell'Opera di Budapest nel 1990. Il suo ruolo più importante è la Regina della Notte (Mozart: Il flauto magico). Ha cantato anche alla Royal Opera House di Londra, alla Staatsoper di Vienna, al Metropolitan Opera di New York e in molti altri teatri famosi.
Dal 2004, anno in cui debutto al Met come Regina della Notte in Die Zauberflöte, Erika ha un contratto continuato con il Metropolitan Opera House di New York ed è apparsa in questo ruolo al Metropolitan in 32 rappresentazioni fino al 2011.
È la Regina della Notte dal 2005 al 2008 alla Royal Opera House ed all'Opéra National de Paris, nel 2006 all'Edinburgh International Festival diretta da Claudio Abbado con la Mahler Chamber Orchestra ed Andrea Concetti, nel 2007 al San Francisco Opera, nel 2008, 2009 e nel 2011/2012 al Nationaltheater (Monaco di Baviera) e nel 2012 al Martin Theatre per il Ravinia Festival di Chicago.
Al Teatro dell'Opera di Budapest è la Regina della Notte nel 2009/2010, tiene un concerto nel 2010, è Gilda in Rigoletto nel 2010 e nel 2011 e The Fiakermilli in Arabella di Richard Strauss nel 2012.
Oltre all'opera, fa volentieri escursioni in operette e musical, ed è stata nel ruolo principale in numerosi concerti di gala.
La sua residenza è sempre stata in Ungheria, in un piccolo villaggio sulle colline di Bakony. Non ha mai pensato di lasciare il paese e il suo desiderio è sempre quello di tornare a casa.

## Repertorio

### Opere
- Vincenzo Bellini
  - I Capuleti e i Montecchi (Giulietta)
- Léo Delibes
  - Lakmé (Lakmé)
- Gaetano Donizetti
  - Don Pasquale (Norina)
  - L'elisir d'amore (Adina)
  - Lucia di Lammermoor (Lucia)
- Wolfgang Amadeus Mozart
  - Die Zauberflöte (Il flauto magico) (Königin der Nacht, Regina della Notte)
  - Die Entführung aus dem Serail (Il ratto dal serraglio) (Konstanze)
- Jacques Offenbach
  - Les contes d'Hoffmann (Olympia)
- Gioachino Rossini
  - Le Comte Ory (Adele)
- Richard Strauss
  - Arabella (Fiakermilli)
- Igor' Fëdorovič Stravinskij
  - Le rossignol (Le Rossignol)
- Giuseppe Verdi
  - Rigoletto (Gilda)
  - Un ballo in maschera (Oscar)

### Operette
- Emmerich Kálmán
  - Die Bajadere (Odette)
- Johann Strauss jr.
  - Die Fledermaus (Il pipistrello) (Adele)

### Musical
- Leonard Bernstein
  - West Side Story (Maria)

## Premi
- Europe Cultura Award per il ruolo di Königin der Nacht, Zurigo (1991)
- Pro Opera Lyrica Opera Singer of the Year in Hungary (1993)
- International Mozart Competition – 1st Prize in Voice category (1993)
- European Award for Culture, Zurigo (1995)
- Order of Merit Member Cross (Ungheria, 1998)
- Honorary Citizen of Kiskunhalas (1999)
- Artist of Bács County (2003)
- Franz Liszt Artist Award (2006)

## Discografia
- Rainbow (2000)
- Altrernadiva (2003) (CD e DVD)
- In Starlight (2003) (CD), Carole natalizie e canzoni festive
- Impression (2006), Mozart + Vivaldi
- The Mozart Album (2006), Deutsche Gramofon
- Free Sky (2006), album pop
- Flauto magico, Mozart - Abbado/Pape/Strehl, (2005) (2 CD), K.620 / Act 2 – "Der Hölle Rache kocht in meinem Herzen", Deutsche Grammophon
- Bernstein: West Side Story (2009), Sony Music

### Video
- Fifteen Years in Music (DVD), Il concerto del giubileo di Erika Miklósa al Palace of Arts, Budapest